# Intellivision
L'Intellivision (derivato da Intelligent Television) è una console da gioco messa in commercio da Mattel nel 1979.
La console, da collegare a un televisore, dal punto di vista del microprocessore fu la prima console a 16 bit, anche se il set di istruzioni della CPU e delle cartucce è a 10 bit.

## Storia
La progettazione dell'Intellivision iniziò dal 1978, per opera di Mattel Electronics, la sezione dell'azienda dedicata ai giochi elettronici. Il nucleo della console (processore e grafica) era stato sviluppato da General Instrument, come può essere visto dal relativo libro "Gimini" del 1978 (vedasi "Gimini full range 8900 programmable set"). Una prima commercializzazione avvenne nel 1979, in California, con una disponibilità di quattro giochi, tutti prodotti dalla APH Technological Consulting. Nel 1980 fu estesa in tutto il territorio statunitense a un prezzo indicativo di 299$ e con un gioco incluso (Las Vegas Poker & Blackjack).
In quel periodo il settore del mercato era dominato da Atari, con la sua console Atari 2600 (o Atari VCS; 1977); altri sistemi da gioco erano prodotti da Fairchild Semiconductor, Bally Technologies e Magnavox. Intellivision riuscì a mettere seriamente in discussione il predominio assunto da Atari.
Venne prodotta una campagna pubblicitaria comparativa, con la partecipazione di George Plimpton, che attaccava senza riguardi le capacità dell'Atari 2600.
Il successo dell'Intellivision accese inconsapevolmente la prima "guerra delle console", alla quale si sarebbe aggiunta pochi anni dopo la Colecovision come terza macchina di punta. Tale fenomeno di rivalità commerciale sarebbe poi diventato comune nelle successive generazioni di console. L'Atari 2600 non perse mai il suo predominio, grazie al vantaggio accumulato che le garantiva un grande parco macchine e una grande libreria di giochi già in circolazione, ma le altre due si fecero strada con la superiorità tecnica. In Italia, a differenza della tendenza internazionale, la favorita divenne proprio l'Intellivision, grazie alla presenza commerciale molto radicata della Mattel nel paese.

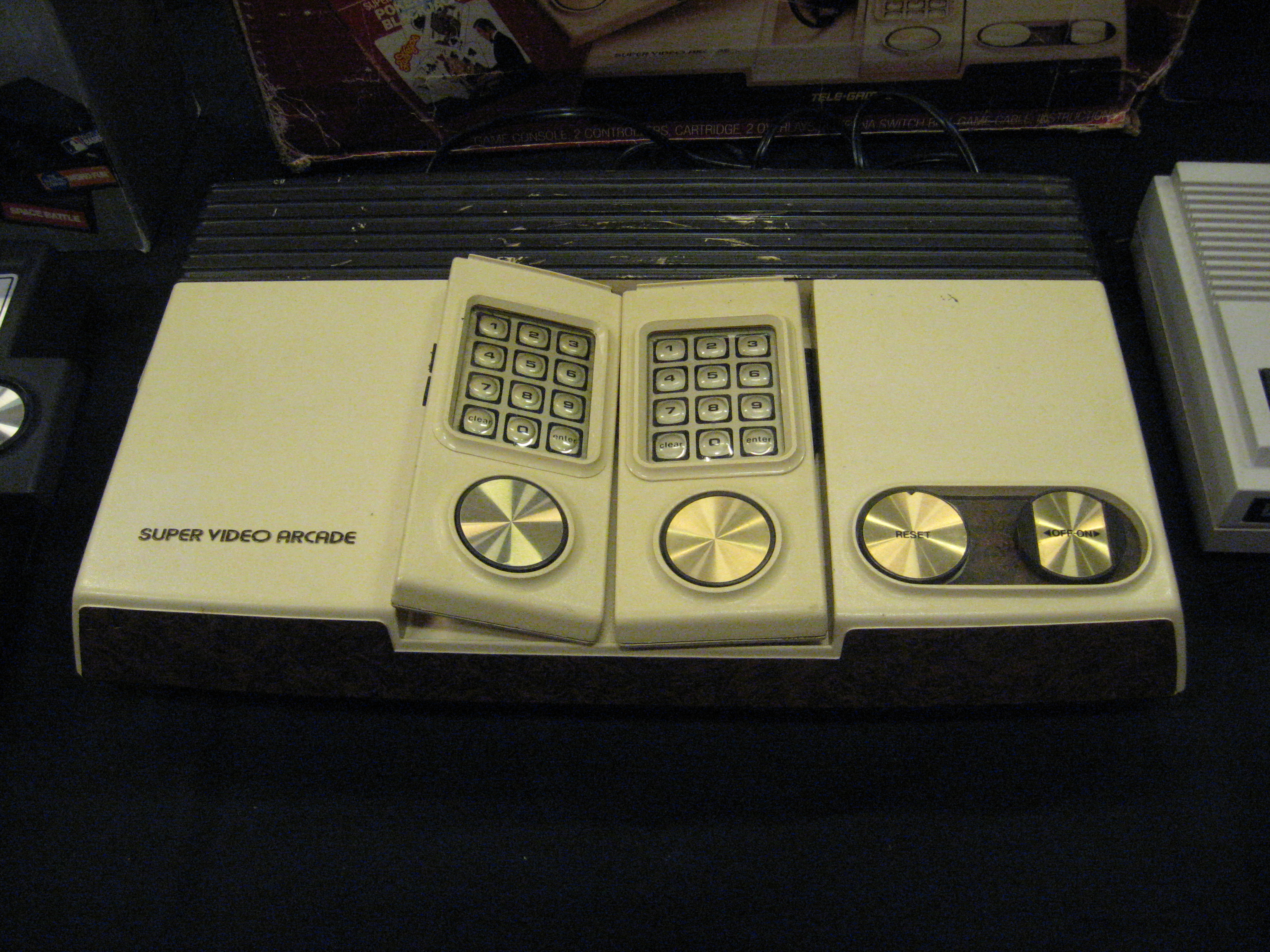
Super Video Arcade

Prendendo in prestito la strategia dell'Atari, la Mattel commercializzò la sua console attraverso svariati rivenditori e utilizzando diversi marchi, quali ad esempio Radio Shack Tandyvision, il GTE-Sylvania Intellivision e il Sears Super Video Arcade.
Il modello per Sears fu in particolare un colpo vincente per Mattel, Sears vendeva infatti già console Atari rimarchiate, e questo aveva contribuito in modo massiccio al successo di Atari.
Nel suo primo anno di vita furono venduti 175 000 esemplari di Intellivision e il catalogo di giochi ammontava a 19 titoli. Fino a quel momento, i giochi sviluppati erano produzione da aziende terze come APH, in seguito la compagnia considerò molto più conveniente svilupparne in proprio, dedicando molte delle proprie risorse nella produzione del software e formando una squadra di sviluppo, composta originariamente da 5 membri: Gabriel Baum, Don Daglow, Rick Levine, Mike Minkoff e John Sohl. Per proteggersi dalla rivale Atari, l'identità e il luogo di lavoro di Levine, Minkoff e degli altri programmatori furono tenute segrete. Per parlare di loro, si usava il nome di Blue Sky Rangers.
Nel 1981 l'Intellivision fu il primo sistema a permettere il download di giochi, quando la General Instruments in collaborazione con la Mattel produsse un dispositivo chiamato PlayCable, permettendo il reperimento dei videogiochi attraverso la TV via cavo. I giochi scaricati però non erano memorizzabili e svanivano con lo spegnimento della console.
Nel 1982, anno in cui la macchina fu distribuita anche in Europa, le vendite furono alte: oltre 2 milioni di console portarono profitti alla Mattel per 100 milioni di dollari. Il crescente successo della Mattel richiamò l'attenzione di aziende che avevano già conseguito successi producendo titoli per Atari, come Activision, Coleco e Imagic. I principali titoli riuscivano a vendere anche milioni di copie. Poi la Mattel introdusse una periferica innovativa, IntelliVoice, che permise di accompagnare certi giochi con una rudimentale sintesi vocale. Il gruppo di sviluppo, dai soli 5 componenti di partenza, raggiunse i 110 programmatori, allora guidati dal vicepresidente Baum, mentre Daglow dirigeva lo sviluppo dell'Intellivision e Minkoff - un ingegnere ai vertici - dirigeva tutto il lavoro su tutte le altre piattaforme.

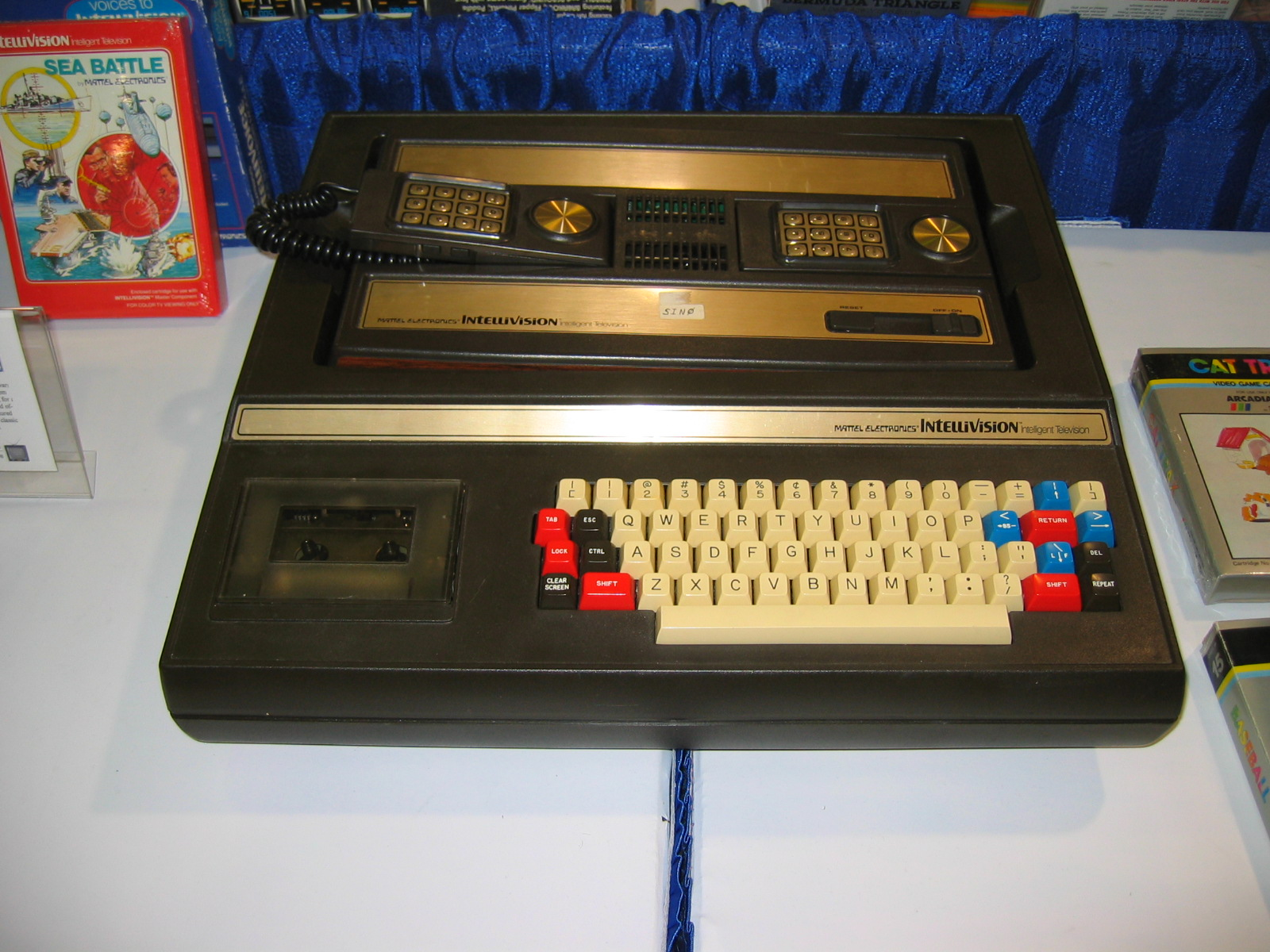
Keyboard Component con la console inserita

Ma molti utenti erano interessati al Keyboard Component (componente tastiera), un accessorio da sempre proclamato da Mattel come "di prossima uscita", che avrebbe avvicinato la console al livello di un home computer. L'unità di base prevede l'alloggiamento al suo interno della console e comprende un lettore di cassette per caricare e salvare dati, oltre alla possibilità di utilizzare ugualmente le cartucce Intellivision tradizionali. Questo accessorio si rivelò troppo costoso da progettare e distribuire, così Mattel rinunciò all'idea. La Mattel subì in seguito un'indagine da parte della Federal Trade Commission americana per non aver prodotto il componente promesso, con la minaccia di dover pagare 10.000 dollari al giorno fino al momento in cui l'avrebbe pubblicato. Alla fine Mattel mise la tastiera in vendita, esclusivamente per corrispondenza. Ne furono venduti 4000 esemplari, molti dei quali furono restituiti quando Mattel li ritirò dal mercato nel 1983. La ragione del ritiro fu l'alto costo di produzione e di supporto, unita al fatto che l'allora innovativo lettore di cassette non si rivelò mai affidabile quanto richiedeva il pubblico.
Mattel a questo punto istituì un gruppo interno di progettisti, con l'obiettivo di correggere o rimpiazzare il componente. Venne sviluppata un'alternativa più economica: l'ECS, o Entertainment Computer System (Sistema Computerizzato per l'Intrattenimento), anche detto Lucky ("fortunato", da LUCKI: Low User Cost Keyboard Interface, "Interfaccia per tastiera a basso costo utente"), molto più piccolo e semplice del componente originale. Si trattava tuttavia di un sistema poco potente, dedicato al gioco e all'apprendimento della programmazione, non paragonabile a un vero home computer. Le due tastiere erano incompatibili, ma ai possessori dell'unità più vecchia venne offerto in cambio un ECS.
Il 1983, oltre al lancio dell'ECS, vide anche l'introduzione del ridisegnato Intellivision II, con una nuova linea e controller staccabili, il System Changer, che permette di far funzionare giochi per l'Atari 2600, e una tastiera musicale opzionale per l'ECS. Ma nonostante il nuovo fiammante hardware, l'Intellivision passò dei guai. I nuovi sistemi di gioco (Colecovision [1982], Atari 5200 [1982], e Vectrex [1982]) rubavano quote di mercato alla Mattel, e il crollo dei videogiochi del 1983 mise l'intero settore sotto pressione. In agosto alla Mattel ci fu una massiccia riduzione del personale, e il prezzo dell'Intellivision II (che era di 150 dollari, al momento del lancio, nello stesso anno), fu ribassato a 69 dollari. La Mattel Electronics accusò una perdita di 300 milioni di dollari. All'inizio dell'anno successivo, la divisione videogiochi venne chiusa - la prima vittima eccellente del "crash".
Sorprendentemente il sistema riuscì a risorgere dalle proprie rovine e continuò a vivere fino al 1991. Un gruppo di dirigenti capitanato da Terry Valeski acquistò, col supporto finanziario della Tangible Ventures, appartenente alla RevCo Drugstores, tutti i diritti dell'Intellivision e del suo software, incluse le rimanenze di magazzino. La nuova azienda si chiamò dapprima Intellivision inc. e poi INTV Corporation, allorché Valeski acquistò dalla RevCo i diritti e continuò a vendere i vecchi componenti al dettaglio e per posta. Quando la scorta di Intellivision II terminò, essa introdusse una nuova console battezzata INTV System III. Questa unità non era altro che una rivisitazione estetica dell'Intellivision originale. In seguito, fu ulteriormente rinominata Super Pro System. Oltre a produrre nuove console, la INTV introdusse sul mercato i giochi completati dalla Mattel, ma mai commercializzati. Il successo riscosso da questi indusse INTV a terminare lo sviluppo dei giochi che non erano stati terminati prima della chiusura di Mattel Electronics, pubblicando qualche titolo all'anno. Le vendite di queste cartucce si attestavano tra i 10 000 e i 20 000 esemplari, ma dato che la INTV era un'azienda con poche spese, l'impresa portava ancora margini. Nel 1987, le vendite si alzarono, data la difficoltà di trovare sugli scaffali dei negozi la nuova console Nintendo NES, ma fu solo un fuoco di paglia.
L'unico videogioco integralmente sviluppato da INTV fu SuperPro Volleyball.
Alla fine il sistema morì, e la INTV chiuse i battenti nel 1991. Le cartucce rimaste in inventario continuarono ad essere vendute tramite Telegames (ordine postale) e Radio Shack (su catalogo) fino ad esaurimento scorte. Telegames ha cessato nel 2004 di supportare l'Intellivision ed altri vecchi dispositivi di gioco.
Il sistema risorse nuovamente quando Keith Robinson, uno dei primi programmatori Intellivision, responsabile del gioco Tron: Solar Sailer, ne acquistò i diritti sul software e fondò una nuova azienda, la Intellivision Productions, nel 1997. Come risultato, giochi progettati in origine per l'Intellivision furono resi disponibili per le console dei tempi odierni, come PlayStation 2, Xbox e GameCube, nella confezione Intellivision Lives! (1998), oltre che per PC e MAC (Intellivision Rocks, 2001). Intellivision Lives è uscito anche per Nintendo DS.
Sono state prodotte anche console hardware dedicate che permettono di giocare ai giochi classici su TV: Intellivision 25 e Intellivision 10 (agosto 2003) della Techno Source, che riproducono rispettivamente 25 e 10 titoli simili agli originali; Intellivision 15 (Natale 2004), per due giocatori, uscito solo nei negozi Bed, Bath & Beyond; Intellivision Flashback (2014) della AtGames, con 60 giochi, fedele all'originale anche nella forma.
Nel 2024 Atari compra il marchio di Intellivision e tutto il catalogo di giochi.

## Videogiochi
Tra il 1979 e il 1989 vennero pubblicate 125 cartucce per Intellivision, comprese le 6 che richiedono l'espansione Entertainment Computer System. Altri 9 tra giochi e programmi uscirono per l'espansione Keyboard Component, quasi tutti su cassetta.
Secondo una selezione fatta dalla rivista Retrogame Magazine, i dieci più grandi giochi per Intellivision sono Astrosmash, Advanced Dungeons & Dragons, Demon Attack, Snafu, Tron: Deadly Discs, Night Stalker, Thunder Castle, Beauty and the Beast, Dracula, Shark Shark!.
La rivista Retro Gamer, dichiaratamente in difficoltà nella scelta, selezionò invece B-17 Bomber, Diner, Donkey Kong Jr., Lock 'n' Chase, Q*Bert, Bump 'n' Jump, Dracula, Microsurgeon, Demon Attack, Horse Racing. In altre occasioni la stessa rivista ricorda BurgerTime, Sea Battle, Astrosmash, Advanced Dungeons & Dragons: Treasures of Tarmin, Thin Ice (uno dei molti giochi abbandonati con la crisi delle console, ma poi pubblicato dalla INTV), Space Battle, Utopia (strategico molto avanti per i suoi tempi, spesso ritenuto un pioniere dei god game), Major League Baseball (uno dei giochi più venduti; con questo la Mattel iniziò la pratica di successo di produrre giochi sportivi con il marchio in licenza di leghe sportive reali).

## Specifiche tecniche

### Console
- CPU: General Instrument CP1610 a 16 bit della General Instrument, funzionante a 0,894 MHz (NTSC) o 1 MHz (PAL/SÉCAM)
- RAM: 1456 byte
  - 240 × 8 bit di memoria Scratchpad
  - 352 × 16 bit (704 bytes) di memoria di sistema
  - 512 × 8 bit di RAM per la grafica
- 7168 bytes di ROM:
  - 4096 × 10 bit (5120 bytes) di ROM di sistema
  - 2048 × 8 bit di ROM per la grafica
- Standard Television Interface Chip (STIC): General Instrument AY-3-8900/AY-3-8900-1[4]
  - risoluzione di 192×160 pixel (un pixel Intellivision corrispondeva a 5×4 pixel della TV)
  - tavolozza di 16 colori, tutti utilizzabili contemporaneamente su schermo
  - 8 sprite di dimensione 8×8 o 8×16 bit.
    - Potevano essere ridimensionati in orizzontale di 2 volte, e in verticale di 2,4 o 8 volte
    - Potevano essere riflessi orizzontalmente o verticalmente
- chip audio General Instrument AY-3-8914 a 3 canali, con un generatore di rumore casuale

### Controller
L'Intellivision viene molto ricordata per il suo particolare controller multifunzione. Il disco che permette di muovere in 16 direzioni rappresentava un'innovazione, che sarebbe rimasta unica fino all'introduzione delle levette analogiche molti anni dopo. Anche il tastierino numerico a 12 tasti (con mascherine sovrapponibili fornite insieme ai giochi per meglio riconoscerne le funzioni), più altri 4 pulsanti laterali, lo rendeva molto più sofisticato del joystick a 1 pulsante dell'Atari 2600. Lato negativo è la poca comodità del disco, che giocando a lungo può dare il fastidio detto "pollice da Intellivision" (Intellivision thumb).
- Tastiera numerica a 12 tasti (0-9, Clear, Enter)
- Due coppie di pulsanti laterali (action buttons). I due anteriori hanno la stessa funzione, quindi nel complesso i pulsanti laterali possono gestire solo tre azioni.
- "Disco direzionale", in grado di muoversi in 16 direzioni.
- Possibilità di inserire delle mascherine, ovvero dei foglietti di plastica (mylar) distribuiti con ogni gioco che, infilati in una fessura del comando, si sovrappongono alla tastiera numerica fornendo così per ogni tasto una informazione visiva della sua particolare funzione in quel gioco.
- Vani sulla console per alloggiare due controller.

## Intellivision II

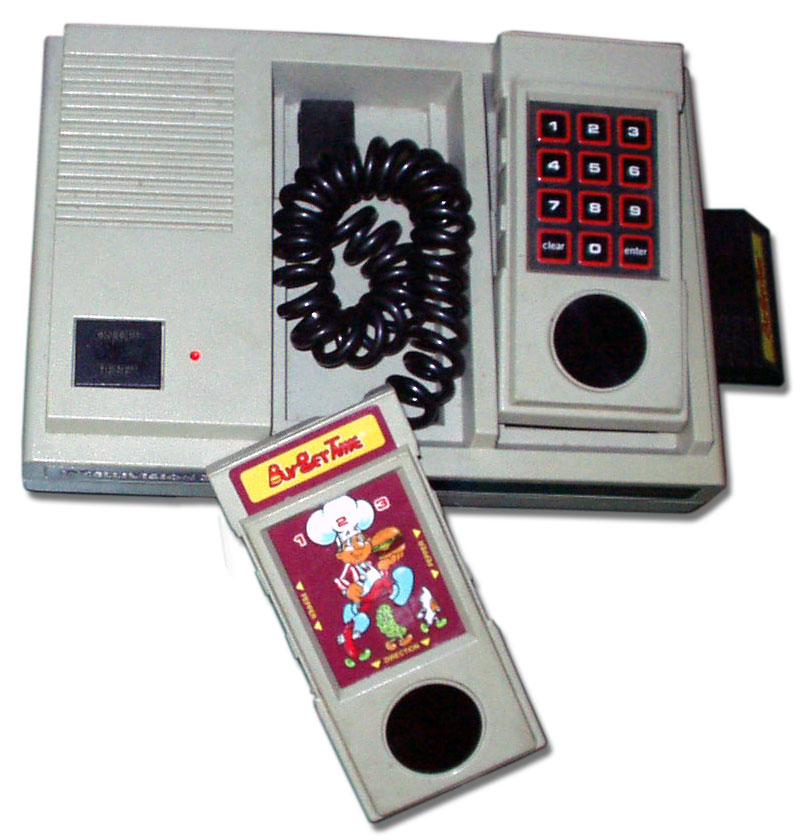
Intellivision II

Nel 1983 venne introdotta una versione aggiornata chiamata Intellivision II.
I motivi principali per cui fu costruita furono:
1. ridurre la circuiteria (e quindi il prezzo del prodotto finale);
2. rendere più facili le riparazioni, rendendo staccabili le parti più portate a malfunzionamenti (l'alimentatore e i controller);
3. l'introduzione di un segnale video esterno, per utilizzare il System Changer.

In teoria, l'Intellivision II doveva essere uguale all'Intellivision originale, ma non era così. Fu scoperto che tre giochi Coleco sul mercato, Donkey Kong, Mouse Trap e Carnival, non funzionavano sul nuovo sistema. Mattel asserì che forse ciò era dovuto ai cambiamenti necessari per far funzionare il System Changer. In realtà, allorché si scoprì che anche i giochi in sviluppo presso la Mattel non andavano, questa era stata una mossa deliberata della Mattel per non far funzionare i giochi dei concorrenti.
L'EXEC contiene una subroutine che mostra il copyright Mattel; il programmatore deve inserire l'anno in una certa locazione della memoria. Dato che il gioco di un concorrente non usa questa subroutine, quella locazione resta vuota. L'EXEC dell'Intellivision II esamina un particolare bit in quella locazione; se non lo trova non fa partire il gioco.
Il problema sorse anche per i giochi Mattel, quando passarono da 4K a 8K e i programmatori iniziarono a usare schermi per i titoli che bypassavano la routine EXEC del copyright.
Ovviamente, il problema fu risolto per le cartucce dei concorrenti prodotte dopo che l'Intellivision II fu lanciato sul mercato.